# William Dieterle

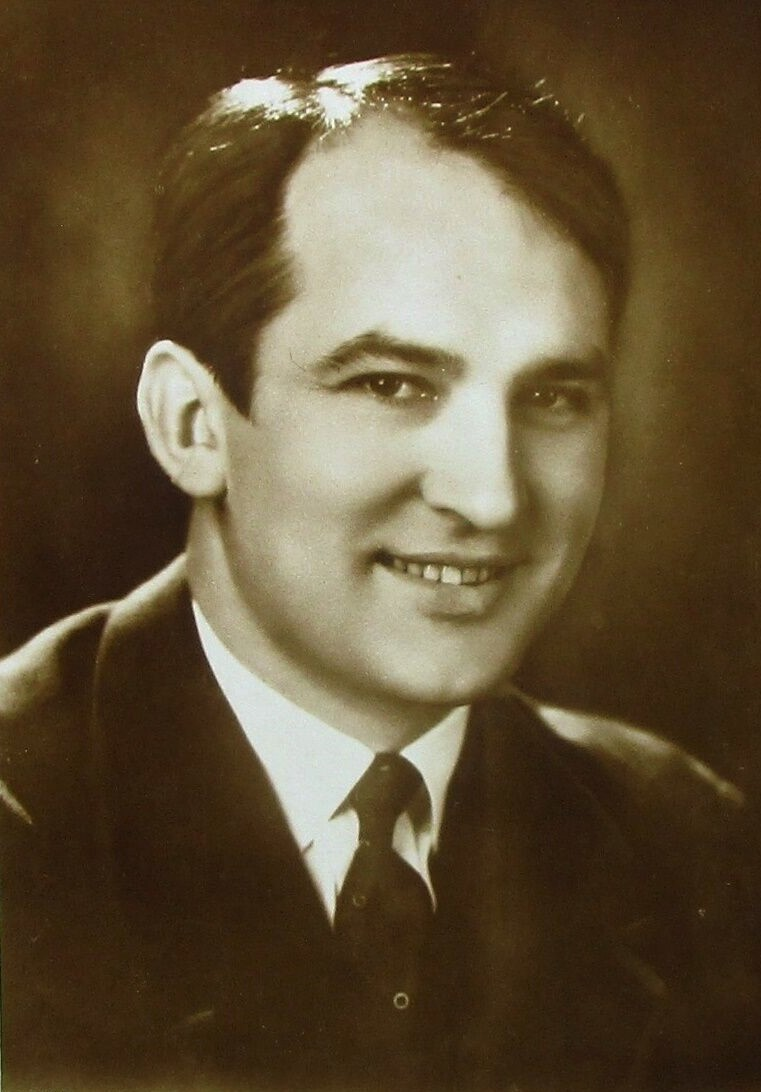
Wilhelm Dieterle, um 1928 (Fotografie von Alexander Binder)

Wilhelm Dieterle (ab 1930 anglisiert zu William Dieterle; * 15. Juli 1893 in Ludwigshafen am Rhein; † 9. Dezember 1972 in Ottobrunn) war ein deutscher Filmregisseur und Schauspieler, der 1937 die US-amerikanische Staatsbürgerschaft annahm. Bis 1928 war er in über 60 deutschen Filmen als Schauspieler zu sehen. Ab den 1930er Jahren konnte er größere Erfolge als Regisseur in Hollywood verzeichnen. Insbesondere seine Biopics wie Louis Pasteur und Das Leben des Emile Zola wurden mehrfach ausgezeichnet. Bis einschließlich 1968 inszenierte Dieterle 87 Filme.

## Biografie
Geboren als siebtes Kind des Fabrikarbeiters Jakob Dieterle und seiner Frau Bertha Dieterle in Ludwigshafen-Hemshof, wuchs Dieterle in Ludwigshafen-Mundenheim auf. Er nahm nach einer Ausbildung als Schreiner und Glaser Schauspielunterricht am Nationaltheater Mannheim und trat ab 1913 auf der Bühne und in Filmen auf. Seinen Durchbruch als Schauspieler erlebte er in den 1920er Jahren an Max Reinhardts Deutschem Theater in Berlin, etwa als Brutus in Shakespeares Julius Caesar und Demetrius im Sommernachtstraum. Dieterle trat unter der Regie von Max Reinhardt mehrfach bei den Salzburger Festspielen auf, insbesondere war er der Gute Gesell in den Jedermann-Aufführungen des ersten Festspielsommers (1920); beim ersten Jedermann nach dem Krieg (1946) führte Dieterle Regie.
Im Sommer 1924 gründete er in Berlin das Dramatische Theater in der Chausseestraße 25 im früheren Gebäude des Friedrich-Wilhelmstädtischen Theaters. Er stellte dafür ein eigenes Ensemble zusammen. Die Bühne eröffnete am 28. August 1924 mit Georg Kaisers Gilles und Jeanne, in dem Dieterle auch die männliche Hauptrolle spielte, Ein Vierteljahr nach dem Start war der Betrieb jedoch insolvent und musste schließen.
Er verlegte sich zunehmend auf die Filmarbeit und realisierte 1923 seinen ersten Film als Regisseur: Der Mensch am Wege, in dem die noch unbekannte Marlene Dietrich ihre erste Filmrolle spielte. Daneben blieb Dieterle allerdings weiterhin als Film- und Theaterschauspieler tätig, er wirkte an deutschen Stummfilmklassikern wie Paul Lenis Das Wachsfigurenkabinett aus dem Jahr 1924 und Friedrich Wilhelm Murnaus Faust – eine deutsche Volkssage von 1926 mit.
Seine Regiearbeiten in Deutschland waren so erfolgreich, dass er 1930 mit einem Vertrag von Warner Bros. nach Hollywood ging. Nachdem er dort einige Versionenfilme für das deutsche Publikum gedreht hatte, wurde er 1931 mit seinem ersten englischsprachigen Film The Last Flight betraut. Das Drama über vier Weltkriegspiloten, die sich in Paris nächtelang betrinken, gilt als eines der wichtigsten filmischen Zeugnisse der Lost Generation. Neben Michael Curtiz wurde Dieterle rasch zu einem der Hausregisseure des Studios, der in jedem Genre solide Arbeiten zu liefern wusste. Besonders einige Filme mit Kay Francis waren erfolgreich, darunter die Komödien Man Wanted und Ein Dieb mit Klasse von 1932. Im selben Jahr drehte er mit Ruth Chatterton The Crash, in dem Chatterton als manipulative und geldgierige Frau ihren Ehemann verlässt, nachdem dieser beim titelgebenden Börsenkrach alle Ersparnisse verloren hat. Gemeinsam mit Max Reinhardt adaptierte Dieterle 1935 die ambitionierte Verfilmung von Ein Sommernachtstraum, doch genügte das Ergebnis nach Meinung vieler Kritiker nicht den hohen Erwartungen.

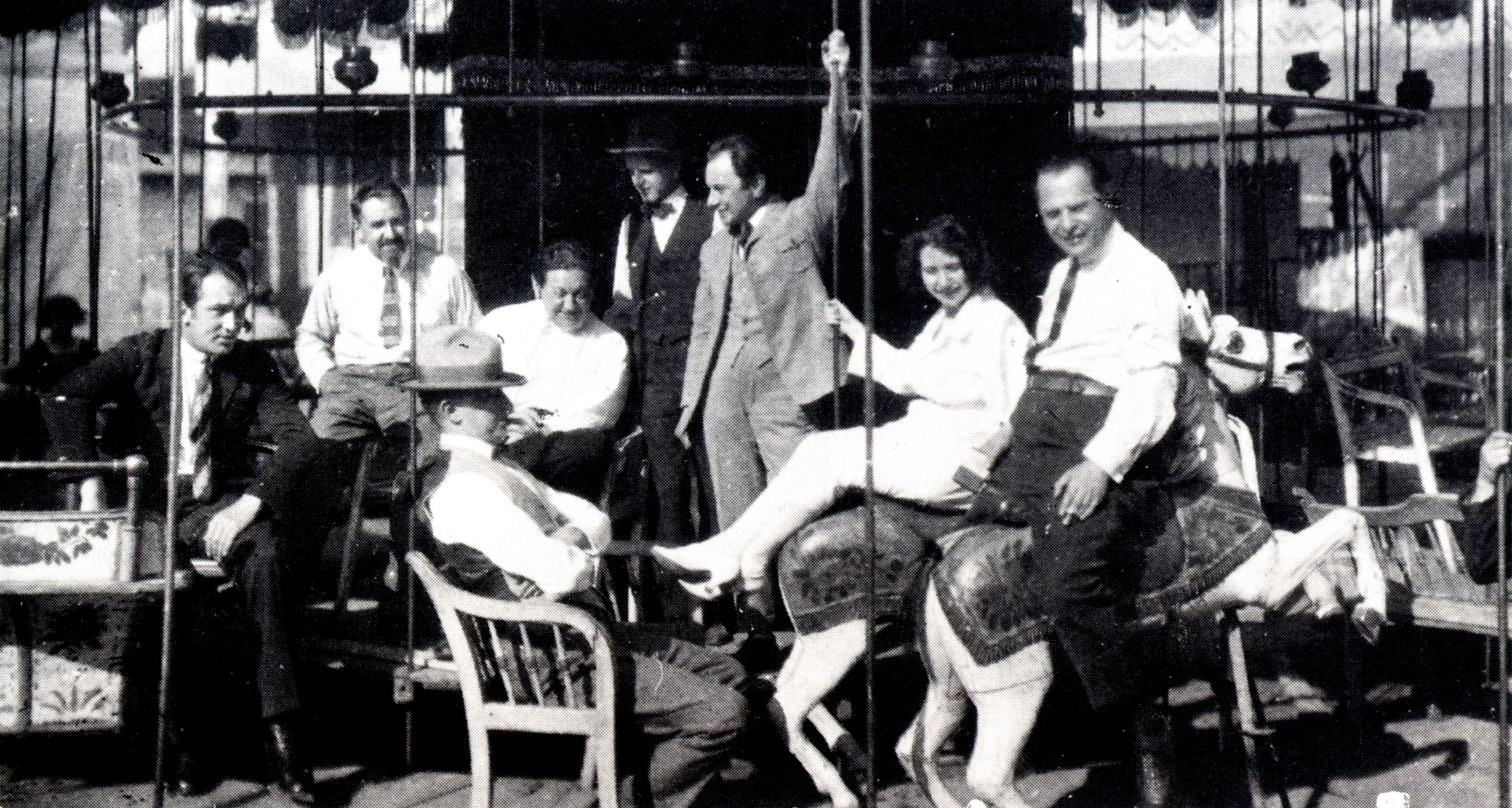
Wilhelm Dieterle (links) in einer Drehpause zum Film Das Wachsfigurenkabinett, 1924

Ab 1936 wurde Dieterle vor allem durch Filmbiografien bekannt. Sie zeigten einem breiten Publikum das Leben und Wirken von Persönlichkeiten wie Louis Pasteur (Louis Pasteur), Émile Zola (Das Leben des Emile Zola), Florence Nightingale (The White Angel), Paul Ehrlich (Paul Ehrlich – Ein Leben für die Forschung), Benito Juárez (Juarez), Paul Julius Reuter (Ein Mann mit Phantasie) und Andrew Johnson (Tennessee Johnson). Für Das Leben des Emile Zola wurde er 1938 für den Oscar in der Kategorie Beste Regie nominiert, außerdem wurde Emile Zola mit neun weiteren Nominierungen ausgezeichnet und gewann in der Kategorien Bester Film und Bester Nebendarsteller (Joseph Schildkraut). 1939 drehte Dieterle die Victor-Hugo-Verfilmung Der Glöckner von Notre Dame mit Charles Laughton in der Titelrolle, die vielen Kritikern als beste Verfilmung des Romans gilt.
Dieterle war seit 1937 US-amerikanischer Staatsbürger. Er war eine wichtige Person in der deutschen Exilgemeinschaft in Hollywood und setzte sich für viele vor den Nationalsozialisten aus Deutschland geflohene Künstlerkollegen ein. Emigrierten Filmschaffenden verschaffte er in den USA Arbeit und damit die Möglichkeit zu überleben. Unzählige Schauspieler wurden von ihm in meist kleineren Rollen eingesetzt, andere fanden aufgrund seiner Empfehlung anderweitig Beschäftigung. Mit Ewald André Dupont gab er die antifaschistische Zeitschrift Hollywood Now heraus, die auch einige kolportagehafte Geschichten erzählte, so wurde unter anderem über eine Liebesbeziehung zwischen Adolf Hitler und Leni Riefenstahl spekuliert.

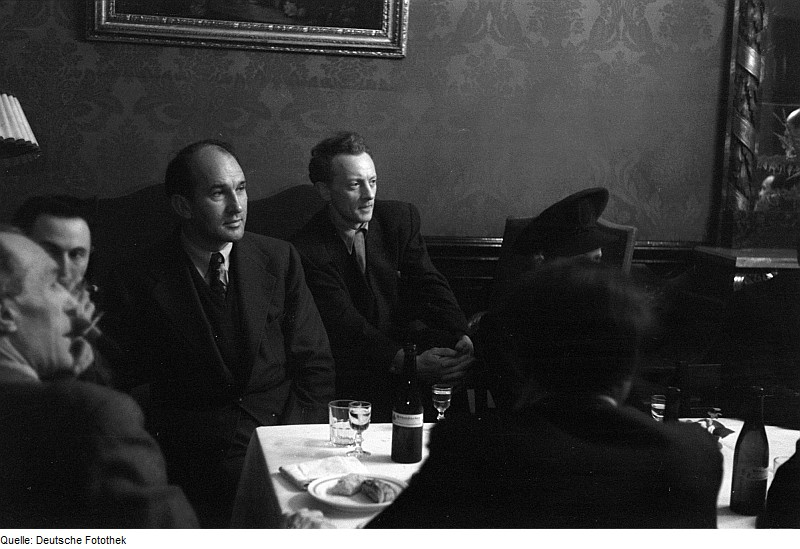
Wilhelm Dieterle mit Hans Klering (rechts von ihm, 1946), Fotograf: Abraham Pisarek

Nach 1945 konzentrierte er sich auf Melodramen wie I’ll be Seeing You, in dem Ginger Rogers als verurteilte Kriminelle auf Freigang romantische Stunden mit Joseph Cotten erlebt. Einer seiner größten kommerziellen Erfolge wurde 1945 Liebesbriefe, in dem wiederum Joseph Cotten in der Hauptrolle unter falschem Namen Liebesbriefe an Jennifer Jones schickt. Erst nach vielen Komplikationen werden beide glücklich. Jennifer Jones wurde für ihre Darstellung für den Oscar als beste Hauptdarstellerin nominiert. Dieterles ebenfalls mit Cotten und Jones in den Hauptrollen besetzter Fantasy-Liebesfilm Jenny, eine aufwendig von David O. Selznick produzierte Geistergeschichte, war hingegen 1948 bei Kritikern und Publikum ein Misserfolg. Erst Jahrzehnte später fand Jenny eine positivere Rezeption. Seinen letzten durchschlagenden finanziellen Erfolg hatte Dieterle 1950 mit Liebesrausch auf Capri, der Joseph Cotten als verheirateten Diplomaten und Joan Fontaine als erfolgreiche Konzertpianistin präsentierte, die beide nach ihrem vermeintlichen Tod bei einem Flugzeugabsturz ein neues Leben mit neuen Identitäten auf Capri versuchen, sich jedoch am Ende zu ihrer Verantwortung gegenüber ihren Angehörigen bekennen.
In den 1950er Jahren ließ der Erfolg Dieterles zusehends nach. In der McCarthy-Ära brachten ihn sein Engagement gegen die Nationalsozialisten sowie seine Freundschaften mit linken Persönlichkeiten wie Bertolt Brecht unter den Verdacht, ein Kommunist zu sein. Er geriet nie auf eine Schwarze Liste, ihm fiel es allerdings schwerer, regelmäßige Arbeit zu bekommen, weswegen er spekulierte, auf einer inoffiziellen „grauen Liste“ gewesen zu sein. Er drehte in dieser Zeit vorrangig Kostüm- und Abenteuerfilme vor oftmals exotischer Kulisse, etwa Salome mit Rita Hayworth und Elefantenpfad mit Elizabeth Taylor, die aber bei Kritikern nur noch selten Anklang fanden. Ende der 1950er Jahre kehrte er nach Europa zurück und drehte in Italien einige wenig erfolgreiche Filme. Für das deutsche Fernsehen inszenierte er einige Fernsehspiele. 1960 drehte er in Mainz mit dem jungen Götz George den Film Die Fastnachtsbeichte nach Carl Zuckmayer. Von 1961 bis 1964 war er Intendant des Freilichttheaters in Bad Hersfeld. Später war er zeitweise Leiter und Besitzer des Tourneetheaters Der Grüne Wagen.
Dieterle war seit 1921 mit der Schauspielerin und Drehbuchautorin Charlotte Hagenbruch verheiratet. Nach ihrem Tod 1968 heiratete er die Kostümbildnerin Elisabeth Daum. Er starb im Dezember 1972 im Alter von 79 Jahren im oberbayerischen Ottobrunn. Seine Grabstätte befindet sich auf dem Gemeindefriedhof von Hohenbrunn bei München. Von seiner Geburtsstadt Ludwigshafen am Rhein wird seit 1993 der William-Dieterle-Filmpreis vergeben.
Sein schriftlicher Nachlass befindet sich im Archiv der Akademie der Künste in Berlin.

## Darstellung Dieterles in der bildenden Kunst
- Viktor Tischler: Wilhelm Dieterle (1924, Lithografie, ca. 25 × 23,5 cm)

## Werke

### Als Schauspieler (Auswahl)
- 1913: Fiesko
- 1921: Die Verschwörung zu Genua
- 1921: Die Geierwally
- 1921: Hintertreppe
- 1921: Fräulein Julie
- 1922: Frauenopfer
- 1922: Der Graf von Charolais
- 1922: Lucrezia Borgia
- 1922: Marie Antoinette
- 1923: Bohème
- 1923: Die Austreibung
- 1923: Die grüne Manuela (auch Regieassistenz)
- 1924: Carlos und Elisabeth
- 1924: Das Wachsfigurenkabinett
- 1924: Mutter und Kind
- 1924: Moderne Ehen
- 1924: Gilles und Jeanne
- 1925: Der Hahn im Korb
- 1925: Lena Warnstetten
- 1925: Die vom Niederrhein
- 1925: Die Blumenfrau vom Potsdamer Platz
- 1925: Die Gesunkenen
- 1926: Die Mühle von Sanssouci
- 1926: Zopf und Schwert
- 1926: Qualen der Nacht
- 1926: Die Försterchristl
- 1926: Der rosa Diamant
- 1926: Faust – eine deutsche Volkssage
- 1926: Die Flucht in den Zirkus
- 1926: Der Pfarrer von Kirchfeld
- 1927: Unter Ausschluß der Öffentlichkeit
- 1927: Violantha
- 1927: Der Zigeunerbaron
- 1927: Ich habe im Mai von der Liebe geträumt (auch Produktion)
- 1927: Die Weber
- 1927: Petronella
- 1927: Am Rande der Welt
- 1928: Frau Sorge
- 1930: Ludwig der Zweite, König von Bayern
- 1931: Dämon des Meeres

### Als Regisseur (Auswahl)
- 1923: Der Mensch am Wege
- 1927: Das Geheimnis des Abbé X
- 1928: Die Heilige und ihr Narr
- 1928: Geschlecht in Fesseln
- 1929: Frühlingsrauschen
- 1929: Das Schweigen im Walde
- 1929: Ludwig der Zweite, König von Bayern
- 1929: Ich lebe für Dich
- 1929: Durchs Brandenburger Tor (künstler. Oberleitung)
- 1930: Eine Stunde Glück
- 1930: Der Tanz geht weiter
- 1930: Dämon des Meeres (ungenannt)
- 1930: Die Maske fällt
- 1930: Die heilige Flamme (ungenannt)
- 1930: Kismet
- 1931: The Last Flight
- 1931: Her Majesty, Love
- 1932: Man Wanted
- 1932: Ein Dieb mit Klasse (Jewel Robbery)
- 1932: Die große Pleite (The Crash)
- 1932: Six Hours to Live
- 1933: Lawyer Man
- 1933: Die Legion des Todes (The Devil’s in Love)
- 1934: Liebe ohne Zwirn und Faden (Fashions of 1934)
- 1934: Nebel über Frisco (Fog Over Frisco)
- 1934: Madame Dubarry (Madame Du Barry)
- 1934: The Firebird
- 1934: The Secret Bride
- 1935: Ein Sommernachtstraum (A Midsummer Night’s Dream) (Ko-Regie)
- 1935: Dr. Socrates
- 1935: Louis Pasteur (The Story of Louis Pasteur)
- 1936: The White Angel
- 1936: Der Satan und die Lady (Satan Met a Lady)
- 1937: Ordnung ist das halbe Leben (The Great O’Malley)
- 1937: Flammende Nächte (Another Dawn)
- 1937: Das Leben des Emile Zola (The Life of Emile Zola)
- 1938: Robin Hood, König der Vagabunden (Assistenz)
- 1938: Blockade
- 1939: Juarez
- 1939: Der Glöckner von Notre Dame (The Hunchback of Notre Dame)
- 1940: Paul Ehrlich – Ein Leben für die Forschung (Dr. Ehrlich’s Magic Bullet)
- 1940: Ein Mann mit Phantasie (A Dispatch from Reuters)
- 1941: Der Teufel und Daniel Webster (All That Money Can Buy)
- 1942: Tennessee Johnson
- 1942: Syncopation
- 1944: Kismet
- 1944: Ich werde dich wiedersehen (I'll Be Seeing You)
- 1945: Liebesbriefe (Love Letters)
- 1945: Die Liebe unseres Lebens (This Love of Ours)
- 1946: Liebe zwischen Krieg und Frieden (The Searching Wind)
- 1948: Jenny (Portrait of Jennie)
- 1949: Frau in Notwehr (The Accused)
- 1949: Blutige Diamanten (Rope of Sand)
- 1950: Vulcano
- 1950: Stadt im Dunkel (Dark City)
- 1950: Liebesrausch auf Capri (September Affair)
- 1951: Peking-Expreß (Peking Express)
- 1952: Tommy macht das Rennen (Boots Malone)
- 1952: Die Hölle der roten Berge (Red Mountain)
- 1952: Der Wendepunkt (The Turning Point)
- 1953: Salome
- 1954: Elefantenpfad (Elephant Walk)
- 1955: Frauen um Richard Wagner (Magic Fire)
- 1956: Sturm über Persien (Omar Khayyam)
- 1959: Der Rebell von Samara (Il Vendicatore)
- 1960: Herrin der Welt (2 Teile)
- 1960: Die Fastnachtsbeichte
- 1961: Die große Reise (TV)
- 1963: Das große Vorbild (TV)
- 1964: Heirate mich, Gauner! (The Confession)
- 1966: Samba (TV)

## Auszeichnungen
- 1938: Oscar-Nominierung in der Kategorie Beste Regie für Das Leben des Emile Zola
- 1956: Verdienstkreuz I. Klasse des Verdienstordens der Bundesrepublik Deutschland
- 1960: Stern auf dem Hollywood Walk of Fame (6901 Hollywood Blvd.)
- 1961: Goethe-Plakette des Landes Hessen
- 1970: Filmband in Gold für langjähriges und hervorragendes Wirken im deutschen Film